# Embraer ERJ 145
La família de reactors regionals Embraer ERJ 145 és fabricada per Embraer, companyia aeronàutica brasilera. La família la componen els models ERJ 135, ERJ 140, ERJ 145 i Legacy, sent el ERJ 145 el més gran de tots. Propulsats per motors turboventilador, componen una de les sèries més populars de l'aviació regional, entrant en competència directa amb els Canadair Regional Jet de Canadair-Bombardier. Al juny de 2020 es va fer lliurament de l'última unitat produïda al client Air Hamburg.

## Història

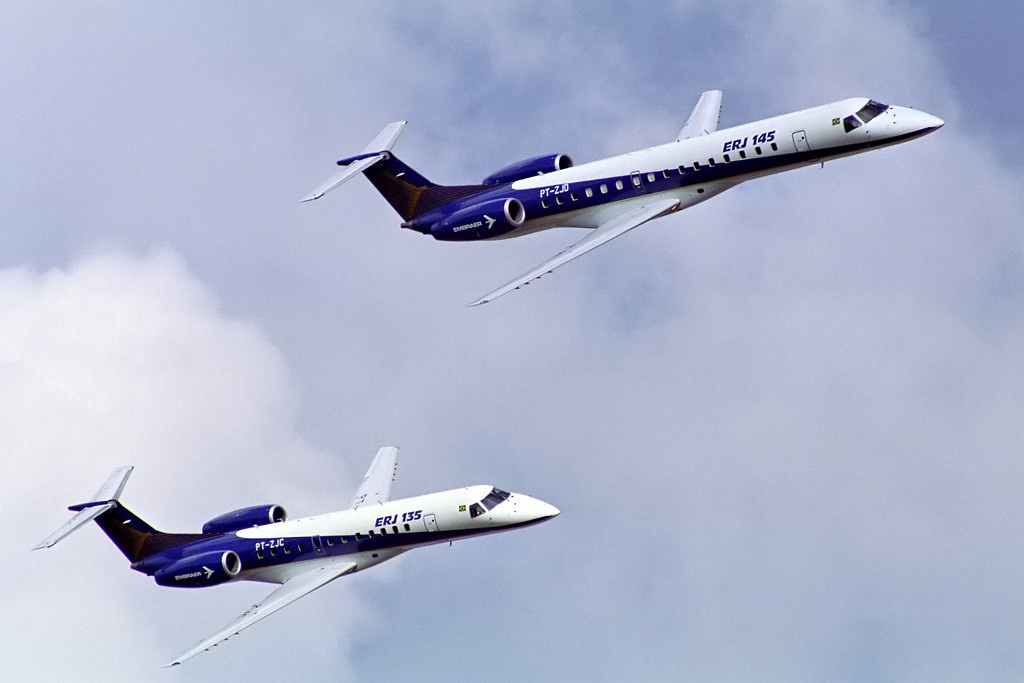
Embraer ERJ 135 i ERJ 145 en el Saló Aeronàutic de Farnborough de l'any 2000.

### Primers dissenys
El ERJ 145 va ser presentat en l'Exposició Aèria de París de 1989 com una modificació estirada i a reacció del EMB 120 Brasília. Les característiques principals d'aquest disseny són:
- Ales amb winglets
- Motors muntats a banda i banda del fuselatge
- 2.500 km d'abast
- Comparteix un 75% dels components amb el Brasília.

### Disseny intermedi
En 1990, els enginyers de Embraer van notar que els resultats dels assajos en el túnel de vent eren menys que satisfactoris, van començar a considerar diferents modificacions a partir del EMB 120. La modificació proposada incloïa un ala lleugerament flechada (22.3°) amb winglets, així com motors muntats sota l'ala. Aquest segon disseny va mostrar un acompliment aerodinàmic marcadament millor, però la combinació d'ales fletxades i motors sota l'ala requeria un tren d'aterratge inusualment més alt i, per tant, pesat.

### Disseny de producció
El segon disseny semblava donar un rendiment encara millor en el túnel de vent, però la combinació de les noves ales amb els motors muntats en elles obligava a equipar a l'avió d'un tren d'aterratge major del pensat. Aquest disseny va anar evolucionant fins a finals de 1991, moment en què el seu desenvolupament va ser detingut. Encara que l'avió va sofrir diverses modificacions fins a la seva finalització, va mantenir certs trets del EMB 120, tals com la configuració de seients 2+1. Les característiques principals d'aquest disseny són:
- Motors posteriors.
- Ales sense winglets.
- Cua en "T".
- 2.500 km d'abast.

### Models derivats
El ERJ 140 està basat en el ERJ 145, amb el qual comparteix un 96 % de peces. Les úniques diferències significatives són un fuselatge més curt i un motor lleugerament menys potent però amb major abast. Al moment del seu llançament, Embraer va estimar el cost d'un ERJ 140 en uns 15,2 milions de dòlars USA i el del projecte complet en 45 milions. El ERJ 135, que va entrar en servei en 1999, comparteix un 95 % de peces amb el ERJ 145 però és 3,6 m més curt.
El ERJ 145 compta amb 50 places, mentre que el ERJ 140 té 44 i el ERJ 135, 37. El ERJ 140 va ser dissenyat amb menys places per satisfer les necessitats de les aerolínies nord-americanes, les quals tenien un acord amb els sindicats de pilots sobre la quantitat d'avions de 50 places que podien ser operats per les companyies.
En 2003 Embraer va signar un acord amb el Harbin Aviation Industry Group de Harbin, Xina. La companyia resultant, Harbin Embraer, va començar a produir el ERJ 145 per al mercat xinès muntant kits prefabricats per a altres operacions comercials de Embraer al món.
El juny de 2020 es va fer lliurament de l'última unitat produïda al client Air Hamburg.

## Operacions
El primer vol del ERJ 145 va tenir lloc l'11 d'agost de 1995, i el primer lliurament al desembre de 1996 a ExpressJet Airlines (llavors filial regional de Continental Airlines). ExpressJet és el major operador del ERJ 145, amb 270 dels gairebé 1000 ERJ 145 en servei. El segon major operador és American Eagle, amb 206 ERJ 145. Chautauqua Airlines també opera 95 ERJ 145 mitjançant les seves aliances amb American Connection, Delta Connection, US Airways Express i United Express. El cost mitjà per a una aerolínia per cada ERJ és de 2,5 milions de dòlars USA a l'any.
A principis de 2005 havia construïts 74 ERJ 140, amb importants comandes de diverses aerolínies. Encara que la denominació comercial d'aquest avió és ERJ 140LR, tant la denominació interna de Embraer com l'oficial per FAA (Aviació Civil dels Estats Units) és EMB 135KL.
El ERJ 140 va ser presentat al setembre de 1999 i va realitzar el seu primer vol el 27 de juny de 2000, entrant en servei al juliol de 2001. American Eagle Airlines, subsidiària regional de American Airlines, opera la majoria dels ERJ 140s construïts. Mesa Airlines i Chautauqua Airlines també operen el ERJ 140 en un nombre considerable de rutes.
Satena, l'aerolínia estatal que integra a Colòmbia, compte en l'actualitat amb 2 equips Embraer ERJ 145 de 50 passatgers que opera en les rutes nacionals de la companyia, i en aquest any espera agregar més d'aquest model a la seva flota aèria.

### Models

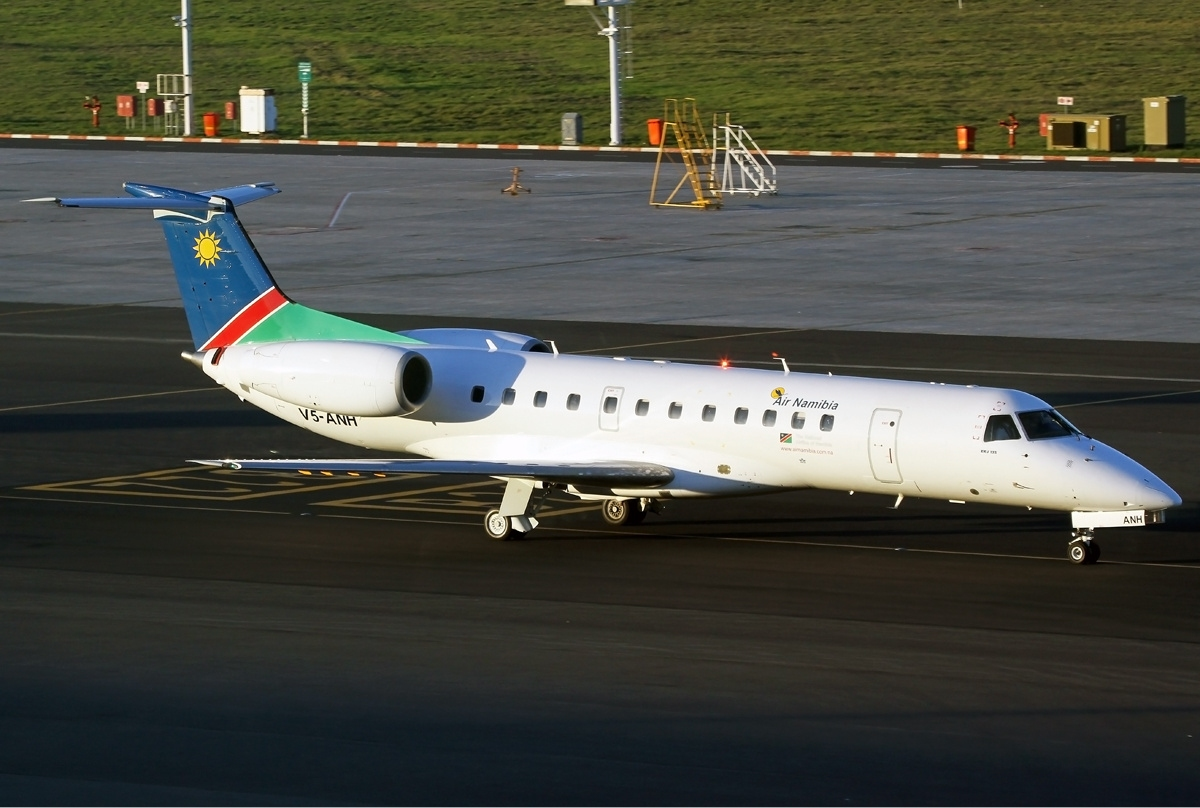
Embraer ERJ 135ER de Air Namíbia.

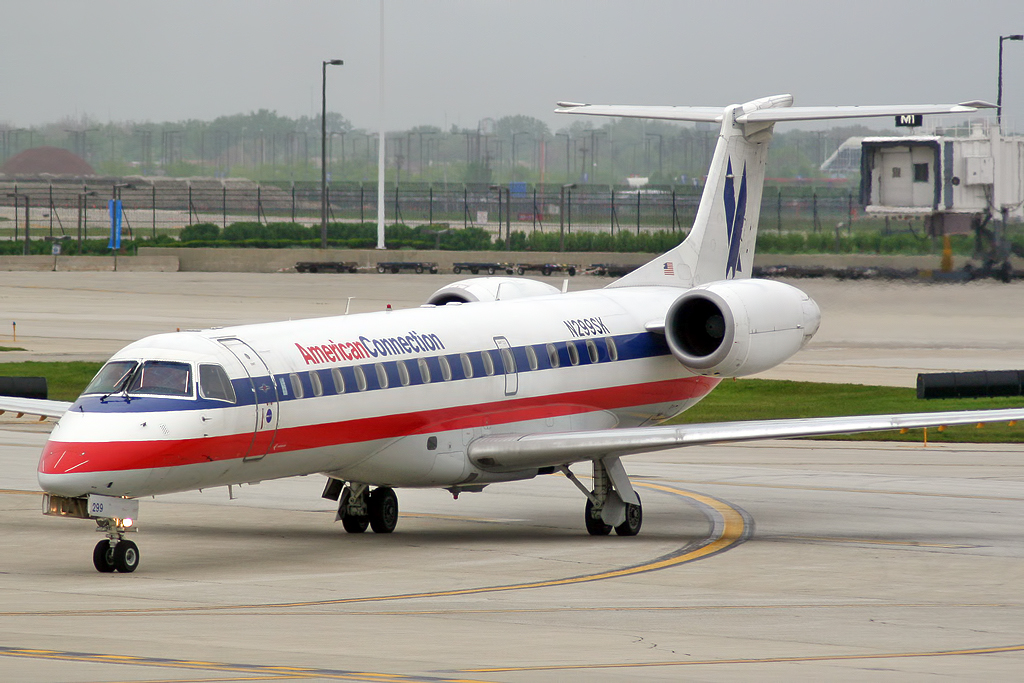
Embraer ERJ 140LR de Chautauqua Airlines, operant per American Connection.

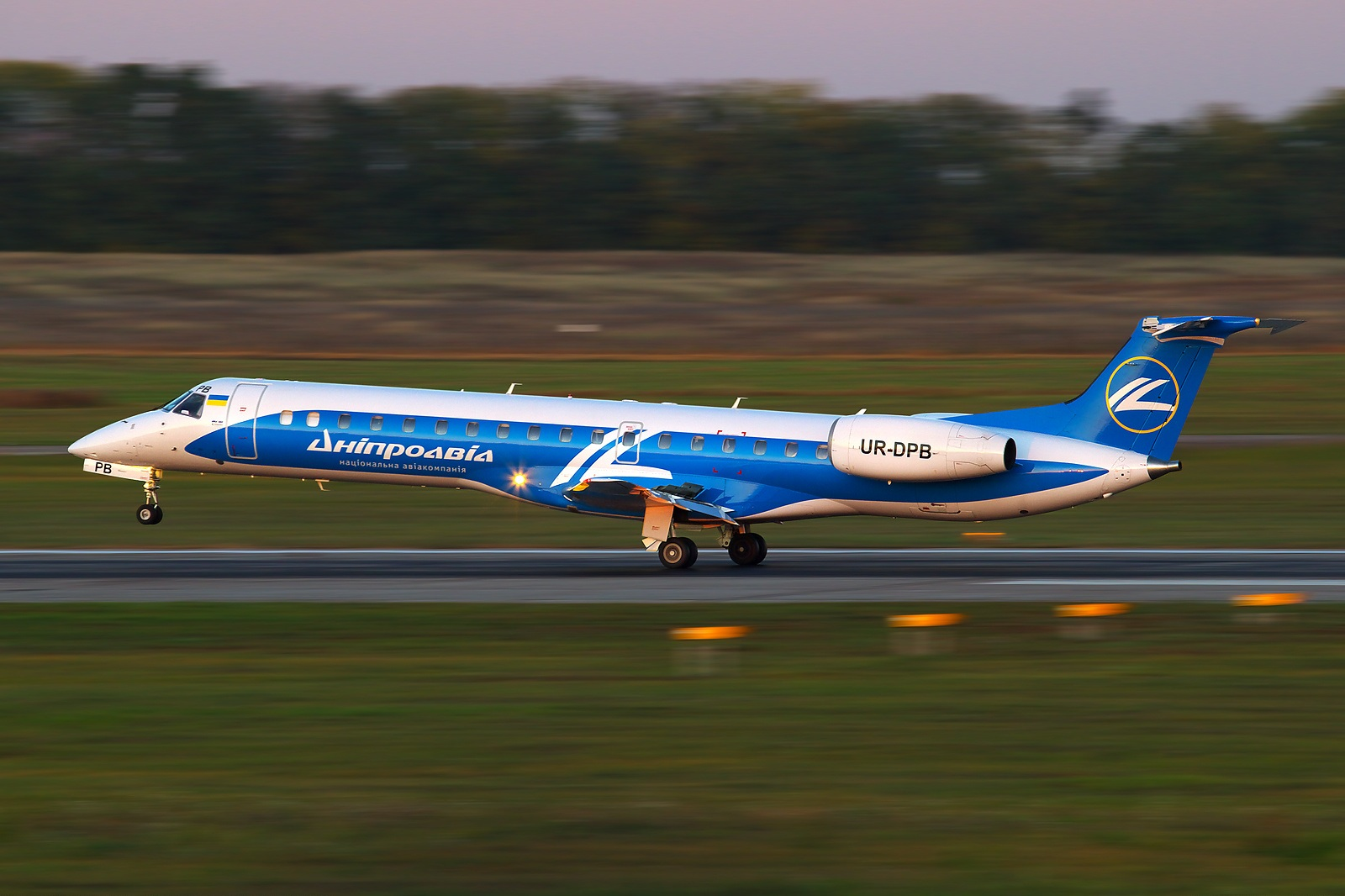
Embraer ERJ 145LR de Dniproavia aterrant en l'aeroport de Kíev.

Des que la producció del model original va començar en 1995, Embraer ha fabricat un gran nombre de modificacions del primer disseny per satisfer les necessitats dels seus clients.

#### Models civils
Hi ha tres versions d'abast estès del ERJ-145, totes elles de 50 places, que apareixen entre les quals es llisten a baix:
- ERJ 135ER - Versió d'abast estès dissenyada sobre la base del 135.
- ERJ 135LR - Versió de llarg abast (major capacitat de combustible i motors millorats).
- ERJ 140ER - Simple reducció del ERJ 145, amb 6 places menys (44 passatgers).
- ERJ 140LR - Versió de llarg abast (major capacitat de combustible i motors millorats).
- ERJ 145STD - Disseny original.
- ERJ 145EU - Modelo per al mercat europeu. Mateixa capacitat de combustible que el 145STD (4.174 kg) però major pes màxim a l'enlairament (19.990 kg).
- ERJ 145ER - Versió d'abast estès del model original.
- ERJ 145EP - Mateixa capacitat de combustible que el 145ER (4.174 kg) però major pes màxim a l'enlairament (20.990 kg).
- ERJ 145LR - Versió de llarg abast (major capacitat de combustible i motors millorats).
- ERJ 145DL. - Mateixa capacitat de combustible que el 145LR (5.187 kg) però major pes màxim a l'enlairament (21.990 kg).
- ERJ 145MK - Mateixa capacitat de combustible, pes màxim a l'aterratge i pes màxim a l'enlairament que el 145STD (4.174 kg), però pes màxim sense combustible de 17.700 kg.
- ERJ 145XR - Versió d'abast extrallarg (nombroses millores aerodinàmiques per estalviar combustible, un tanc de combustible en la cua afegit als dos principals situats en les semi-ales, majors pesos, major velocitat màxima i motors més potents).
- Legacy - La variant executiva és una versió especial desenvolupada a partir del ERJ135.

##### Mateix motor, diferents prestacions
Els motors pròpiament són els mateixos en totes les versions (Rolls-Royce AE 3007), no obstant això, el sistema de control FADEC (Full Authority Digital Engine/Electronic Control) marca la diferència entre els diferents models quant a capacitat total d'embranzida. La versió d'abast estès, el ERJ-145ER, munta motors Rolls Royce AE 3007A de 31,3kN d'embranzida; la versió de llarg abast ERJ-145LR està equipada amb motors Rolls Royce AE 3007A1, que desenvolupen un 15 % més de potència i 33,1 kN d'embranzida per millorar l'ascens i el viatge en ambients càlids; la versió d'abast extrallarg ERJ-145XR està equipada amb els motors Rolls-Royce AE 3007A1I, caracteritzats per un menor consum de combustible i rendiment millorat en condicions càlides. Realment les denominacions AE 3007A, AE 3007A1 i AE 3007A1I corresponen a un mateix motor, referint-se cadascuna a la versió del sistema FADEC que tenen instal·lat.

##### Versatilitat per a la tripulació
Tot i que a la gran quantitat de versions, els pilots només necessiten una única certificació conjunta ERJ135/140/145 per manejar-les, una mica del que s'aprofiten companyies com ExpressJet Airlines, que d'aquesta manera posseeix una flota de curt, mitjà i llarg abast que pot ser pilotada per qualsevol de les seves tripulacions. Aquest tipus de certificats conjunts permet a les companyies estalviar bastant diners en formació, fent als avions de Embraer si cap encara més atractius al mercat. Altres constructores, com Airbus, porten explotant aquesta possibilitat des de fa ja molts anys, mentre que unes altres com Boeing no els ha resultat tan beneficiós.

#### Models militars
- C-99A - Versió de transport
- Embraer 145 AEW&C (E-99): Versió d'alerta aèria primerenca.
- Embraer 145 MULTI INTEL (R-99): Versió de detecció remota.
- Embraer 145 MP (P-99): Versió de vigilància marítima.

## Operadors

### Usuaris Civils

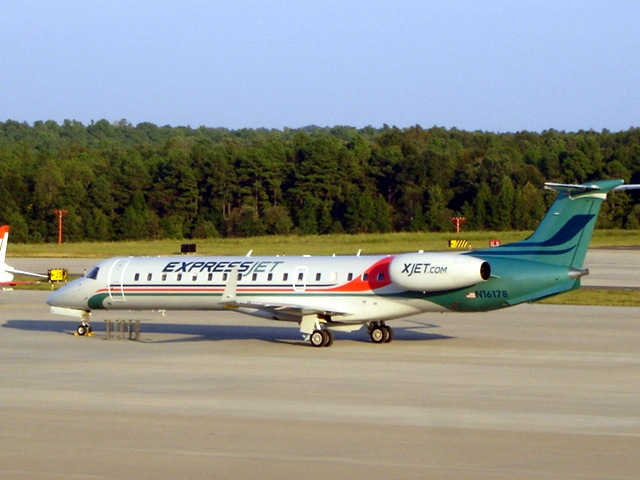
Un ERJ 145 de ExpressJet Airlines, equipat amb winglets, en l'Aeroport Internacional de Raleigh-Durham.

Els principals usuaris civils amb aquestes aeronaus al voltant del món, a data d'abril de 2020 són els següents, havent-hi en servei 836 aeronaus:
- ExpressJet Airlines: 84[2]
- Envoy Air: 66[1]
- CommutAir: 63[8]
- Piedmont Airlines: 59[3]
- Airlink: 27[9]
- Air Hamburg: 20[10]
- Loganair: 17[11]
- Dniproavia: 15
- Air France Hop: 12[12]
- Amelia International: 11[13]
- Transportes Aéreos Regionales: 11
- Air Peace: 8[14]
- Solenta Aviation: 7[15]
- Westair Aviation: 6[16]
- ABS Jets: 6[17]
- Star Air: 5[18]
- United Nations: 5[19]
- Avcon Jet: 5[20]
- VallJet: 5[21]
- United Nigeria: 4[22]
- Trans States Airlines: 4[23]
- London Executive Aviation: 4[24]
- Flexjet: 4[25]
- Air Namibia: 4[26]
- Cronos Airlines: 4[27]
- Calafia Airlines: 4
- Eastern Airways: 3[28]
- Key Lime Air: 3[29]
- Air X Charter: 3[30]
- Windrose Airlines: 3[31]
- Moçambique Expresso: 3[32]
- Denver Air Connection: 2[33]
- Flight Options: 2[34]
- Sahara African Aviation: 2[35]
- Badr Airlines: 2[36]
- MJet: 2[37]
- Global Jet Luxembourg: 2[38]
- Via Airlines: 2[39]
- Aero: 2[40]
- Ultimate Jetcharters: 2[41]
- Air Taraba: 2
- Aero Mongolia: 2[42]
- Cronos Airlines: 2
- Sky High Aviation Services: 2
- Satena: 2
- American Jet: 2
- interCaribbean Airways: 2
- Air Charter Scotland: 1[43]
- Maleth-Aero: 1[44]
- Max Air: 1[45]
- GainJet Ireland: 1[46]
- Sky Mali: 1[47]
- Air Haking: 1[48]
- AeroJet: 1[49]
- Fly AO Angola: 1[50]
- Falcon Aviation Services: 1[51]
- Diexim Expresso: 1[52]
- Mauritania Airlines: 1[53]
- Overland Airways: 1[54]
- TAG Transportes Aéreos Guatemaltecos: 1[55]

### Usuaris militars

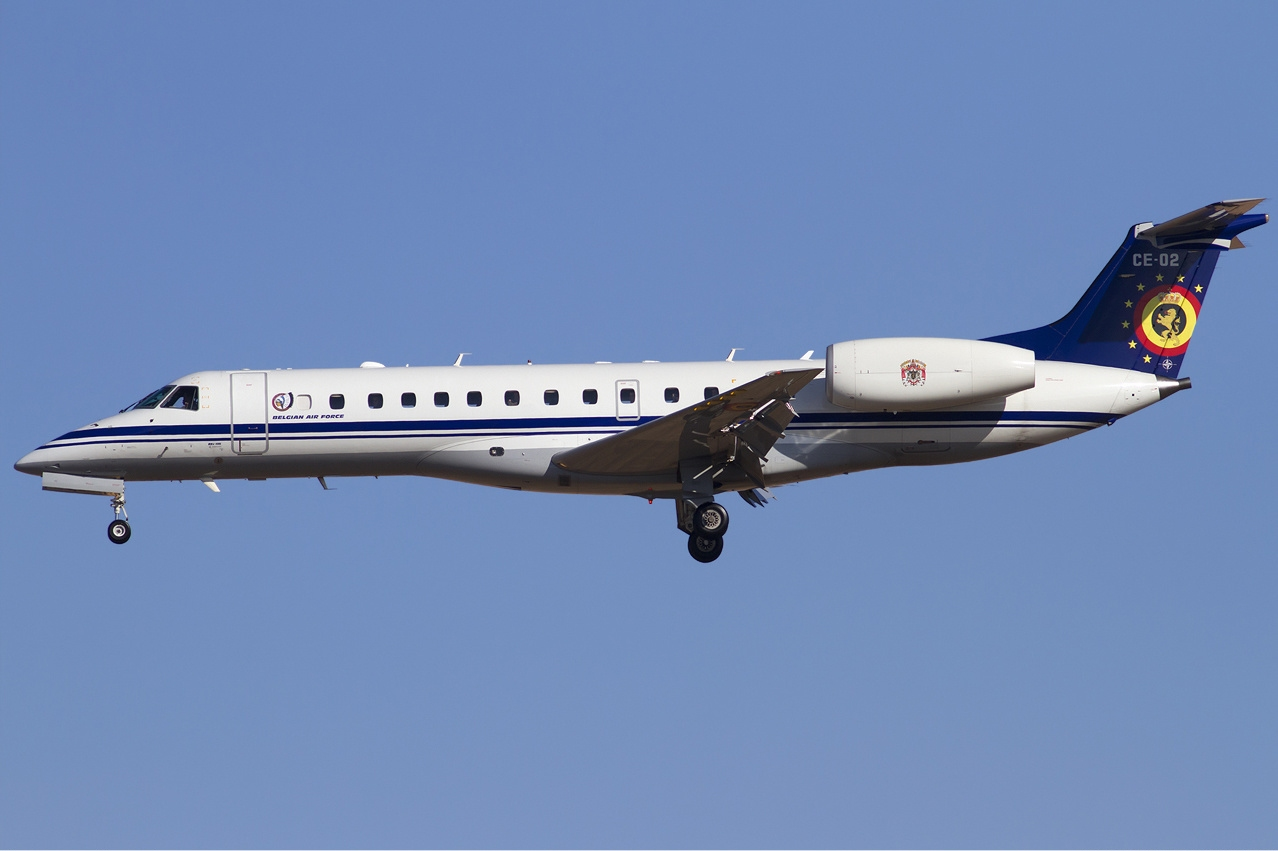
Embraer ERJ-135LR de la Força Aèria Belga

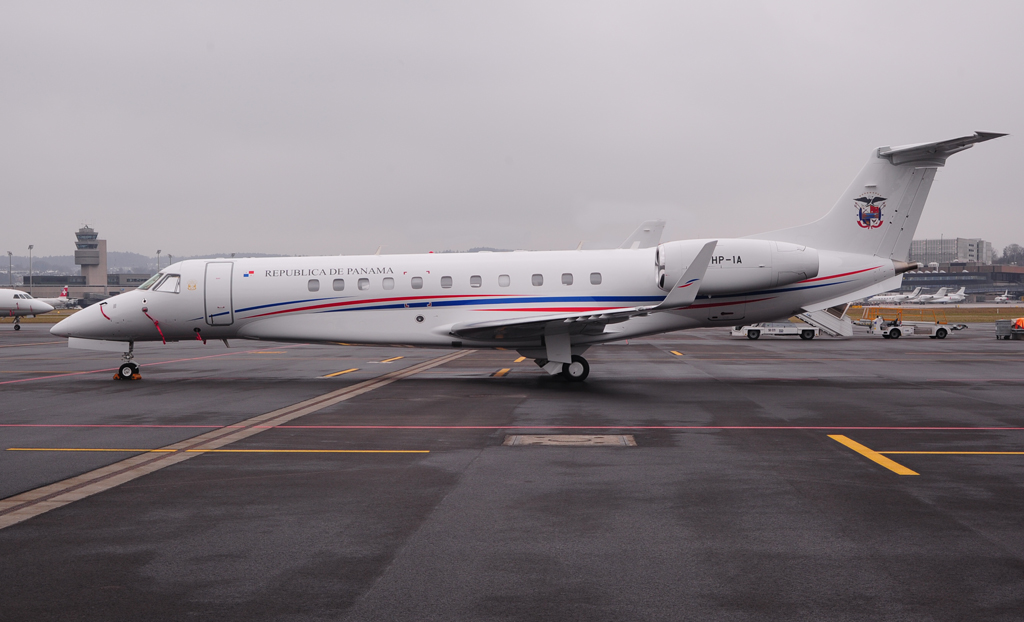
Embraer EMB-135BJ de la Presidència de Panamà

Angola
- Força Aèria Nacional d'Angola

 Brasil
- Força Aèria Brasilera

 Equador
- Força Aèria Equatoriana

 Grècia
- Força Aèria Grega

 Índia
- Força Aèria Índia

Mèxic
- Força Aèria Mexicana

 Tailàndia
- Exèrcit Reial Tailandès
- Armada Reial Tailandesa[56]

 Panamà
- Presidència de la República

### Amèrica
Brasil
- Lynx Taxi Aeri (2)[57]

 Estats Units d'Amèrica
- Mesa Airlines (36)[58]
- Flight Options (14)[34]
- Meadow Lane Air Partners LLC (2)[59]
- Republic Airlines (2)[60]

Mèxic
- Aeroméxico Connect (40)[61]
- FlyMex (2)[62]

### Europa
Àustria
- 360 Aviation Austria (1)[63]

 Bèlgica
- Component Aeri de l'Exèrcit Belga (4)[64]

 Espanya
- Air Europa (1)[65]
- Privilege Style (1)[66]

 Itàlia
- Sirio (1)[67]

 Luxemburg
- Luxair (13)

 Polònia
- LOT Polish Airlines (14)[68]

 Regne Unit
- Hermitage Air (1)[69]

 Suïssa
- Swiss International Air Lines (25)[70]

### Àsia
Corea del Sud
- Air Philip (4)[71]

Xina
- Tianjin Airlines (25)[72]
- Xina Eastern Airlines (10)[73]
- Xina Southern Airlines (6)[74]
- Sichuan Airlines (5)[75]
- Hebei Airlines (5)[76]

 Hong Kong
- JetSolution (1)[77]

 Indonèsia
- Airfast Indonèsia (2)[78]

### Àfrica
Gàmbia
- Mid Africa Aviation (1)[79]

 Sud-àfrica
- Titan Helicopters Group (1)[80]

### Oceania
Papua Nova Guinea
- Air Niugini (1)[81]

## Accidents i incidents
El ERJ 145 té una fulla de serveis excel·lent, en la que no s'ha hagut de registrar cap accident mortal a causa d'avaries mecàniques. Amb prou feines hi ha alguns incidents en els quals s'hagi vist involucrat el ERJ 145: 
- Un pilot de la companyia Rio Sul Serviços Aeris Regionais va descendir massa ràpid i va intentar aterrar a una velocitat significativament major de la normal. La secció de cua es va doblegar i es va anar arrossegant per la pista.
- Un vol de ExpressJet es va quedar sense pista durant un aterratge amb forts vents a Cleveland; no va haver ferits i l'avió va tornar al servei.
- Un altre avió d'ExpressJet es va estavellar durant l'enlairament en Beaumont, Texas, en iniciar un vol d'entrenament; l'avió es va perdre per complet, però tampoc va haver-hi ferits.
- El 9 d'abril de 2006 un ERJ de American Eagle que volava a Dallas, Texas va sofrir una fallada en un motor 10 minuts després de desenganxar, per la qual cosa va haver de fer un aterratge d'emergència. No va haver ferits.
- El 2 de maig de 2006 dos ERJ 145 es van veure embolicats en sengles accidents. En el primer incident un avió de Continental Express va sofrir una rebentada d'una roda del tren d'aterratge en enlairar-se de l'Aeroport Internacional George Bush de Houston, Texas, l'avió va aconseguir aterrar de forma segura sense ferits.[82] En el segon incident un vol de American Eagle també va sofrir una rebentada en una roda durant l'enlairament en l'Aeroport Internacional Chicago-O'Hare. L'avió es va lliscar fora de la pista uns 8 metres sobre l'herba. Tampoc va haver ferits.[83]
- Un avió de BA Citiexpress es va sortir de pista aterrant a Hannover sense ferits.
- El 18 de juny de 2006 va ocórrer un altre incident amb un ERJ-145 de Continental Express; el vol 2482 va realitzar un aterratge d'emergència en Victoria, Texas, després d'un incendi en un motor que va omplir la cabina de fum.[84]
- El 21/01/2010 el vol 2051 de Aeroméxico Connect (XA-WAC) procedent de Hermosillo (HMO), es va despistar en l'Aeroport Abelardo L. Rodríguez de Tijuana (TIJ) sense que cap dels 36 passatgers i 3 tripulants sofrissin ferides.[85]
- El 5 de maig de 2010 un Embraer-145 de la companyia Satena que cobria la ruta Bogotà-Mitu es va sortir de la pista en aterrar a causa de les condicions meteorològiques i al fet que la pista estava humida quan va ocórrer l'accident. Els 37 passatgers i tripulació van sortir il·lesos menys el capità que va sortir amb ferides menors.
- El 8 de gener de 2012 el vol 2053 de Aeromexico Connect procedent de Mexicali amb destinació a Monterrey, sofreix la falla de motor després de fer una escala en Hermosillo, i reparar el filtre d'oli, la qual cosa va provocar l'escalfament de la turbina dreta fent que la cabina s'omplís de fum. Això al seu torn va causar un aterratge d'emergència en l'Aeroport Internacional De Torrassa Francisco Sarabia sense que cap dels 52 involucrats (passatgers i tripulació) resultessin ferits.

## Especificacions
Característiques generals
- Tripulació: 3 (Capità, Primer oficial i auxiliar de vol)

- Capacitat:
  - ERJ 135: 36 passatgers.
  - ERJ 140: 44 passatgers.
  - ERJ 145: 50 passatgers
- Longitud:
  - ERJ 135: 26,33m
  - ERJ 140: 28,45m
  - ERJ 145: 29,9m
- Envergadura: 20m (65,7ft)
- Alçada: 6,8m (22,2ft)
- Superfície de les ales: 51,2m² (551,1 ft²)
- Pes buit:
  - ERJ 140: 11.740 kg (25.881lb)
  - ERJ 145: 11.667 kg (25.722lb)
- Pes carregat:
  - ERJ 140: 17.100 kg
- Pes màxim d'enlairament:
  - ERJ 135: 22.500 kg (49.604 lb)
  - ERJ 140: 21.100 kg (46.500 lb)
  - ERJ 145: 20.600 kg (45.414 lb) 
    - ERJ 145LR: 22.000 kg (48.501 lb)
- Planta motriu:
  - 2× turboventiladors Rolls-Royce AE 3007
  - Empenyiment normal: 33 kN (3365 kgf, 7419 lbf) d'empenyiment cadascun)

Rendiment
- Velocitat mai excedida (Vne): 0,78 MACH
- Velocitat màxima operativa (Vno): 834 km/h (518 MPH; 450 kt)
- Velocitat creuer (Vc): 0,74 MACH
- Abast:
  - ERJ 135: 3.361 km
  - ERJ 140: 3.019 km
  - ERJ 145: 2.963 km
- Sostre de vol: 11,278 metres (37,000 peus)
- Règim d'ascens: 2500 peus per minut